# Telesfor Halmo
Telesfor Halmo (23. března 1937 Mýtna Nová Ves – 23. září 2015 Bánovce nad Bebravou) byl československý fotbalista slovenské národnosti, který hrál na postu obránce nebo záložníka.

## Hráčská kariéra
Začínal v Topoľčanech a během učňovských let v Brně nastupoval za dorost místní Lokomotivy. Po návratu z učení hrál krátce za Madunice, v letech 1955–1957 opět za Topoľčany. V říjnu 1957 narukoval do Dukly Pardubice, kde si poprvé zahrál v československé lize (1957–1960). Nejvyšší soutěž hrál i za Jednotu Trenčín (1962–podzim 1966), na jaře 1961 byl hráčem VŽKG Ostrava, po návratu do Trenčína měl však celou druholigovou sezonu 1961/62 (do 30. června 1962) zastavenu činnost. V lednu 1967 odešel jako hrající trenér do Bánovců nad Bebravou, kde se usadil. Aktivně hrál do svých 32 roků, poté už se soustředil na trénování.

## Trenérská kariéra
V Bánovcích nad Bebravou se věnoval střídavě mládežnickým družstvům i mužům. S dorostenci Spartaku Bánovce nad Bebravou dokázal postoupit zpět do první ligy. První úspěchy slavil s Ostraticemi, dále vedl Uhrovec, Biskupice, Horné Ozorovce, Rybany a Pravotice. V roce 2002 byl vyznamenán městem Topoľčany za přínos místní kopané u příležitosti 90. výročí fotbalového oddílu.
Jedním z prvních jím objevených talentů byl Ľuboš Mikuš. V ligovém dorostu to byl především Miroslav Siva a nejvyšší soutěž si zahrál také Marián Opačitý.

## Ligová bilance
| Ročník                                   | Zápasy | Góly | Klub            |
| ---------------------------------------- | ------ | ---- | --------------- |
| 1. československá fotbalová liga 1957/58 | 7      | 0    | Dukla Pardubice |
| 1. československá fotbalová liga 1958/59 | 26     | 2    | Dukla Pardubice |
| 1. československá fotbalová liga 1959/60 | 4      | 1    | Dukla Pardubice |
| 1. československá fotbalová liga 1962/63 | 21     | 0    | Jednota Trenčín |
| 1. československá fotbalová liga 1963/64 | 25     | 1    | Jednota Trenčín |
| 1. československá fotbalová liga 1964/65 | 19     | 0    | Jednota Trenčín |
| 1. československá fotbalová liga 1965/66 | 7      | 0    | Jednota Trenčín |
| CELKEM 1. LIGA                           | 109    | 4    |                 |